# Catagramma acreensis
Catagramma acreensis är en fjärilsart som beskrevs av Dillon 1948. Catagramma acreensis ingår i släktet Catagramma och familjen praktfjärilar. Inga underarter finns listade i Catalogue of Life.